# Dactylospora canariensis
Dactylospora canariensis är en lavart som beskrevs av Kohlm. & Volkm.-Kohlm. 1998. Dactylospora canariensis ingår i släktet Dactylospora och familjen Dactylosporaceae.   Inga underarter finns listade i Catalogue of Life.